# شرکت نفت و گاز وگاس
شرکت نفت و گاز وگاس (انگلیسی: Vegas Oil and Gas) شرکت نفت و گاز یونانی است، که در سال ۲۰۰۳ توسط واردیس واردینوجیانیس تأسیس شد.